# Yani Tseng

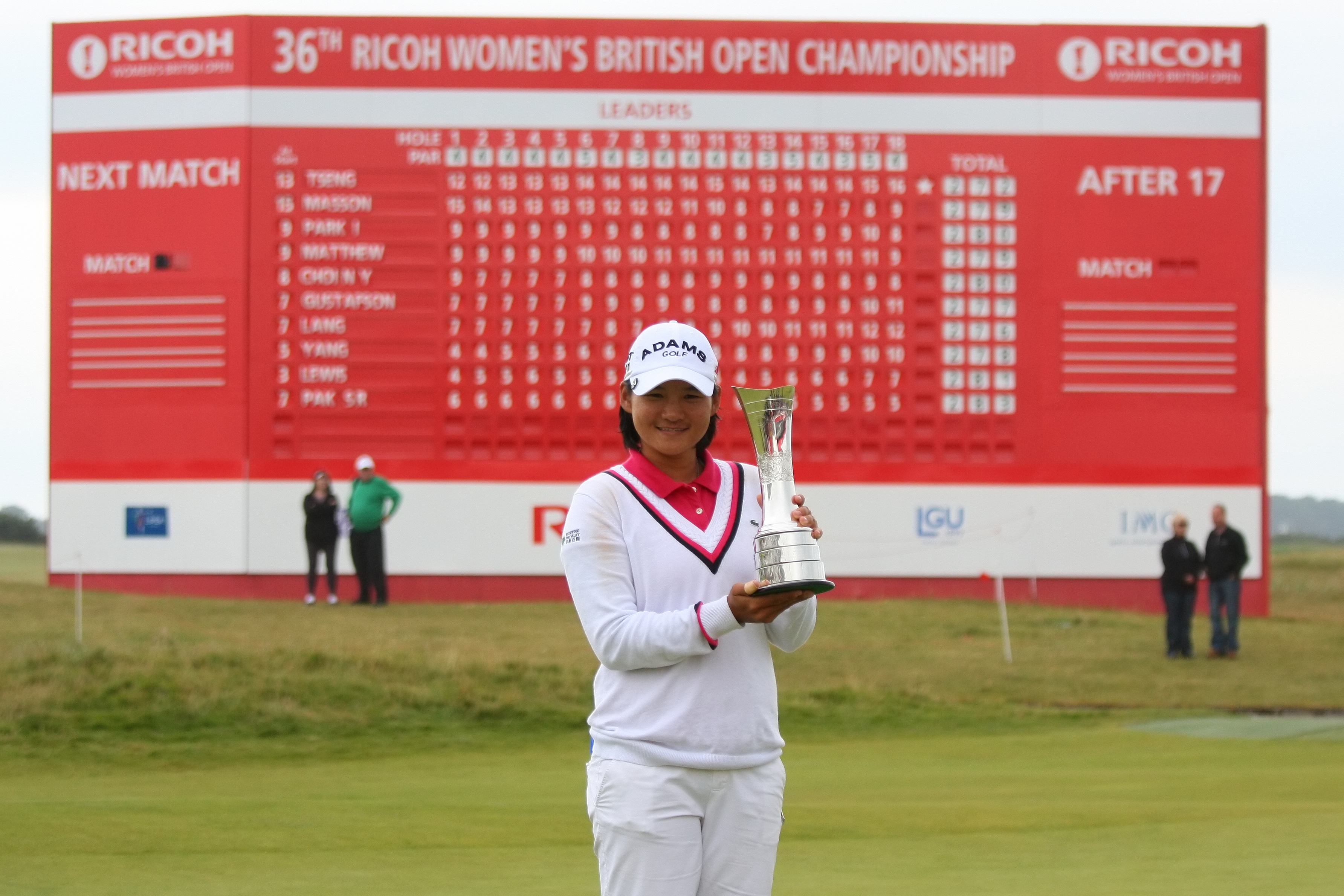
Yani Tseng (2011)

Yani Tseng (auch: Ya Ni Tseng) (traditionelles chinesisch: 曾雅妮) (* 23. Januar 1989) ist eine taiwanische Profigolferin, die derzeit auf der LPGA Tour spielt.

## Amateurkarriere
Von 2004 bis 2006 war Tseng die beste Amateur-Spielerin in Taiwan. 2003 siegte sie bei der Callaway Junior Golf Championship. Der Höhepunkt ihre Amateurlaufbahn war der Gewinn der U.S. Women’s Amateur Public Links, wo sie sich im Finale gegen Michelle Wie durchsetzte.

### Erfolge als Amateur
- 2003: Sieg bei der Callaway Golf Junior Championship
- 2004: 2. Platz bei der Callaway Golf Junior Championship
- 2004: Sieg bei den U.S. Women’s Amateur Public Links
- 2005: Sieg bei der North and South Women’s Amateur Golf Championship
- 2005: Semifinalist bei den U.S. Women’s Amateur Public Links
- 2005: 2. Platz bei der North and South Women’s Amateur Golf Championship

## Profikarriere
Tseng wechselte im Januar 2007 ins Profilager. Sie spielte auf der Ladies Asian Golf Tour und gewann die DLF Women’s Indian Open. Ebenso spielte sie auf der CN Canadian Women’s Tour, auf der sie das Turnier im Vancouver Golf Club gewann.
Weil Tseng das abschließende LPGA-Qualifikationsturnier im Dezember 2007 als sechste beendete, erhielt sie die volle Spielberechtigung für die LPGA-Tour 2008. Im Juni 2008 errang sie ihren ersten Sieg auf der LPGA-Tour, die LPGA Championship, den ersten Major-Sieg für eine taiwanesische Spielerin überhaupt. Als 19-Jährige war sie zudem auch die jüngste Siegerin der LPGA Championship und die zweitjüngste Siegerin eines Major-Turniers. Sie wurde bester Neuling (Rookie) des Jahres 2008. Im April 2010 gewann sie ihr zweites Major, die Kraft Nabisco Championship.
Am 29. März 2009 überstiegen Tsengs Siegprämien die Zwei-Millionen-Dollar-Marke, schneller als die jeder anderen Spielerin in der Geschichte der LPGA. Sie hatte zu diesem Rekord 32 Turniere innerhalb von 1 Jahr, 1 Monat und 13 Tagen benötigt. Bis dahin hatte Paula Creamer diesen Rekord mit 1 Jahr, 4 Monaten und 15 Tagen gehalten – aufgestellt im Jahre 2006.

### Siege als Profi (17)

#### LPGA Tour (9)
- 2008: LPGA Championship (LPGA-Major-Turnier)
- 2009: LPGA Corning Classic
- 2010: Kraft Nabisco Championship (LPGA-Major-Turnier), Women’s British Open (LPGA-Major-Turnier), P&G NW Arkansas Championship
- 2011: Honda LPGA Thailand, LPGA State Farm Classic, LPGA Championship (LPGA-Major-Turnier), Ricoh Women’s British Open (LPGA-Major-Turnier)

#### Andere Siege (8)
- 2007: DLF Women’s Indian Open (Ladies Asian Golf Tour), CN Canadian Women’s Tour at Vancouver Golf Club (CN Canadian Women’s Tour)
- 2008: Royal Ladies Open (The LPGA of Taiwan)
- 2010: Taifong Ladies Open (The LPGA of Taiwan), Handa Women's Australian Open (ALPG Tour, LET)
- 2011: Taifong Ladies Open (The LPGA of Taiwan), ISPS Handa Women's Australian Open (ALPG, LET), ANZ RACV Ladies Masters (ALPG, LET)

#### Ergebnisse bei LPGA-Major-Turnieren
| Turnier                    | 2006 | 2007 | 2008 | 2009 | 2010 | 2011 |
| -------------------------- | ---- | ---- | ---- | ---- | ---- | ---- |
| Kraft Nabisco Championship | DNP  | DNP  | T21  | T17  | 1    | 2    |
| LPGA Championship          | DNP  | DNP  | 1    | T23  | T19  | 1    |
| U.S. Women’s Open          | CUT  | DNP  | T42  | CUT  | T10  | T15  |
| Women’s British Open       | DNP  | DNP  | 2    | T20  | 1    | 1    |

DNP = nicht teilgenommen (Did Not Play)

CUT = Cut verfehlt

„T“ = geteilter Platz (Tied)

Grüner Hintergrund: Sieg

Gelber Hintergrund: Top Ten

#### LPGA-Tour-Karriere
| Jahr | Gespielte Turniere | Erreichte Cuts | Siege | Zweite | Dritte | Top Ten | Bestes Ergebnis | Offizielles Preisgeld ($) | Geldrang- liste | Durchschnitts- Score | Scoring- Rang |
| ---- | ------------------ | -------------- | ----- | ------ | ------ | ------- | --------------- | ------------------------- | --------------- | -------------------- | ------------- |
| 2004 | 1                  | 1              | 0     | 0      | 0      | 0       | T33             | entfällt                  | entfällt        | 71,50                | entfällt      |
| 2005 | 1                  | 0              | 0     | 0      | 0      | 0       | entfällt        | entfällt                  | entfällt        | 77,00                | entfällt      |
| 2006 | 1                  | 0              | 0     | 0      | 0      | 0       | entfällt        | entfällt                  | entfällt        | 76,00                | entfällt      |
| 2007 | 1                  | 1              | 0     | 0      | 0      | 1       | T6              | 64.909                    | entfällt        | 69,00                | entfällt      |
| 2008 | 27                 | 26             | 1     | 5      | 2      | 10      | 1               | 1.752.086                 | 3               | 70,77                | 4             |
| 2009 | 27                 | 26             | 1     | 3      | 0      | 14      | 1               | 1.293.755                 | 7               | 70,44                | 5             |
| 2010 | 20                 | 19             | 3     | 1      | 2      | 8       | 1               | 1.573.529                 | 4               | 70,66                | 8             |
| 2011 | 10                 | 9              | 3     | 1      | 1      | 8       | 1               | 1.280.725                 | 1               | 69,31                | 1             |

(Stand: 6. Juli 2011)